# Petrici
Petrici (în bulgară Петрич) este un oraș în Obștina Petrici, Regiunea Blagoevgrad, Bulgaria.

## Demografie
Componența etnică a orașului Petrici
     Bulgari (82,92%)
     Romi (7,98%)
     Nicio identificare (8,51%)
     Altele (0,96%)
La recensământul din 2011, populația orașului Petrici era de 28.902 locuitori. Din punct de vedere etnic, majoritatea locuitorilor (82,92%) erau bulgari, cu o minoritate de romi (7,98%). Pentru 8,51% din locuitori nu este cunoscută apartenența etnică.